# Eumerus niveipes
Eumerus niveipes är en tvåvingeart som beskrevs av Meijere 1908. Eumerus niveipes ingår i släktet månblomflugor, och familjen blomflugor. Inga underarter finns listade i Catalogue of Life.